# زغبورة شرهة للبوقيصا
زغبورة شرهة للبوقيصا (الاسم العلمي:Stigmella ulmiphaga) هي نوع من الحشرات تتبع جنس الزغبورة من فصيلة السليلات.